# Autoslalom
Autoslalom é uma modalidade de esporte automobilístico muito popular nos Estados Unidos. A prática é voltada principalmente ao público amador devido a sua ênfase em segurança, baixo custo e baixa a média velocidade. Autoslalom enfatiza a precisão nas manobras ao invés da potência dos carros.
Os eventos ocorrem em terrenos espaçosos e pavimentados como estacionamentos ou aeroportos onde cones de sinalização são utilizados para demarcar o percurso. A utilização de cones permite a criação de percursos diferentes a cada evento. Apenas um carro é permitido no percurso por vez e a competição é pelo melhor tempo. Existem várias classes que comportam praticamente todos os tipos de carros.